# Mito della nascita di Eros
Il mito della nascita di Eros è un mito platonico presente all'interno del Simposio di Platone.

## L'erosprima di Platone

### L'erosper i greci
Come nota George M. A. Hanfmann , «i Greci non distinguevano nettamente la passione d'amore e il dio che la simboleggiava». Il termine eros (in greco, ἔρως) compare per la prima volta nei poemi omerici ad indicare il desiderio fisico.
Con Esiodo esso acquisisce uno statuto divino, risultando quel dio primordiale in grado di domare con la passione sia gli dèi che gli uomini.
Nei lirici greci eros viene celebrato come quel desiderio irrefrenabile dalle caratteristiche crudeli e ingestibili. Manifestandosi improvvisamente, l'eros agita in modo cupo le sue vittime .
Si aggiunga anche che la nozione generale di "amore" veniva coniugata nella cultura greca in modo diversi:
- L'amore nei confronti di chi ci è vicino o affine era definito philìa;
- L'amore nei confronti chi è diverso da noi oppure è "straniero" era la xenìa;
- l'amore nei confronti di chi appartiene alla nostra famiglia si definiva storghé;
- l'amore incondizionato pronto al sacrificio veniva considerato agàpe;
- l'amore inteso come desiderio fisico era invece eros.

### Eroscome divinità
Eros come dio primordiale è soprattutto "meraviglioso" (il termine greco è kàllistos). Come nota infatti Silvana Fasce, la sua "bellezza", quando indicata in Esiodo, suggerisce la «sua superiorità e dignità divina e del privilegio di appartenere ad una cerchia di figure particolari di rango celeste». In questo senso il termine lysimelès ("colui che scioglie le membra") si ricollega a Eros. Quest'ultimo è dio del desiderio sessuale, eterosessuale ed omosessuale, dio generativo e forza primordiale, passione cupa dai risvolti amari e dolci.
Nonostante ciò Eros rimane un elemento fondante anche nella Teogonia orfica che, secondo George M. A. Hanfmann, è alla base del racconto platonico anche nel Simposio. Di questa "teogonia" la più antica giunta a noi è riportata negli Uccelli di Aristofane
Il rapporto strettissimo tra Platone e i misteri è riportato, oltre che da studiosi come Colli, Reale e Hanfmann, dallo stesso Platone nel Fedone . Giorgio Colli rileva come la conclusione del Simposio (218b) alluda  letteralmente ad un verso orfico antico .

## Il dialogo

### La natura dell'amore
Platone fa sì che il dialogo inizi con l'abile confutazione, da parte di Socrate, di Agatone, che nel dialogo stesso aveva parlato prima. Socrate spiega che l'amore non è mai a sé stante, ma necessita di un oggetto: ha perciò sempre bisogno di ciò che ama, e attualmente non lo possiede. Ciò di cui necessita non può tuttavia essere brutto, e pertanto non può che essere buono e bello. L'amore è pertanto mancanza del bello, quindi tendenza ad esso e poiché ciò che bello è anche necessariamente buono, l'amore si traduce in una mancanza del buono.
Socrate quindi continua nell'esporre la sua teoria sull'amore, affermando che tutto ciò che sa sull'amore lo ha imparato da Diotima, con la quale aveva discusso al riguardo.
Nel corso della discussione con Diotima riportata ai presenti da Socrate, il filosofo dichiara che ciò che non è bello è necessariamente brutto, al che viene corretto dalla donna di Mantinea, che lo costringe ad ammettere che esistono anche le vie di mezzo (per esempio, non esistono solo i sapienti e gli ignoranti, ma anche coloro che hanno una "retta opinione" pur non sapendola giustificare, cosicché non è possibile definirli sapienti - "come può darsi scienza senza ragione?" - ma non si può neppure chiamarli ignoranti - "come può essere ignoranza il pervenire al reale?").
Allo stesso modo, Amore non può essere un mortale ma neppure un dio, perché è sprovvisto di quelle qualità (il bene e il bello) di cui va alla ricerca. In questo modo, Amore non è altro che "un gran demone", un'entità intermedia tra il mondo dei mortali e quello degli dei con funzione di mantenere in contatto entrambe le sfere, altrimenti inconciliabili.

### L'origine di Amore e le sue caratteristiche
Il dialogo continua poi con la trattazione sull'origine di Amore: egli infatti venne concepito durante il banchetto per la nascita di Afrodite grazie all'unione tra Poros (Espediente o Ingegno) e Penia (Povertà). L'unione tra i due si concretizzò quando Poros, ubriaco per aver bevuto troppo nettare, si addormentò ebbro sul prato e fu visto da Penìa, che approfittò dello stato di Poros per unirsi a lui. Da quel momento Eros è seguace di Afrodite, per via del fatto che fu concepito nel giorno della sua nascita. E poiché Afrodite è bella, Amore è per sua natura amante del bello.
(Platone, Simposio, 203c-d-e, trad. it. Franco Ferrari)

## La procreazione nel corpo e nell'anima
Dunque, Amore, essendo alla ricerca della sapienza, che è "fra le cose più belle", è di conseguenza alla ricerca del bello. «E se – si domanda Diotima – sostituiamo il bello con il bene? Chi desidera il bene non lo fa per essere felice? E chi è felice non vuole restarlo per sempre?» Di conseguenza chi desidera il bene desidera che questo divenga suo per sempre, desidera quindi l'immortalità, e l'unico modo per ottenere ciò è la procreazione del bello nel corpo e nell'anima. In questo senso, il bene porta l'uomo a riprodursi e il bello stimola la generazione, la contemplazione dell'Assoluto. Ne consegue che l'amore è aspirazione a riprodursi.

## Figure e simbolismi
Secondo alcuni studiosi, il mito della nascita di Eros rappresenterebbe una sorta di omaggio di Platone ad Aristofane, allora da poco scomparso. Questi compare quale personaggio nel dialogo platonico, alla fine del quale Socrate descrive la figura del filosofo come compartecipata di tragedia e commedia, in una sorta di "poeta del vero".